# Torneo Nacional Interprovincial 2016
El Torneo Nacional Interprovincial 2016 fue un torneo de fútbol boliviano organizado por la Asociación Nacional de Fútbol de Bolivia con representantes de las provincias de los departamentos de Bolivia, el torneo se desarrolló en las sedes de, entre el 27 de agosto y el 3 de septiembre de 2016. El ganador, Quebracho, del torneo clasificó al Nacional B 2016-17 y el subcampeón, Universitario de Vinto clasificó a la Copa Bolivia 2016.

## Formato
En este torneo solamente pueden participar clubes, equipos o selecciones de fútbol de las Provincias de Bolivia que no estén afiliados a sus respectivas Asociaciones Departamentales, y a sí mismo, sus jugadores no deben estar inscritos en dichas Asociaciones por el lapso anterior de 1 año, esto con el fin de promocionar jugadores de las provincias de Bolivia.
El campeonato se divide en dos fases: una etapa de grupos y la final del campeonato. Este último es disputado por los ganadores de las dos series.

## Datos de los equipos
Los representantes de los departamentos de Beni y Pando no participaron del torneo.
| Equipo                 | Municipio    | Provincia          | Departamento |
| ---------------------- | ------------ | ------------------ | ------------ |
| 20 de Diciembre        | Quillacollo  | Quillacollo        | Cochabamba   |
| Universitario de Vinto | Vinto        | Quillacollo        | Cochabamba   |
| América                | Villazón     | Modesto Omiste     | Potosí       |
| Azanake                | Challapata   | Abaroa             | Oruro        |
| 31 de Octubre          | Inquisivi    | Inquisivi          | La Paz       |
| Quebracho              | Villa Montes | Gran Chaco         | Tarija       |
| Independiente          | Yacuiba      | Gran Chaco         | Tarija       |
| Muyurina               | Montero      | Obispo Santistevan | Santa Cruz   |
| Defensores del Chaco   | Muyupampa    | Luis Calvo         | Chuquisaca   |

## Fase de grupos

### Serie de Quillacollo

#### Tabla de posiciones
| Pos. | Equipo                 | Pts. | PJ | PG | PE | PP | GF | GC | Dif. |
| ---- | ---------------------- | ---- | -- | -- | -- | -- | -- | -- | ---- |
| 01.º | Universitario de Vinto | 10   | 4  | 3  | 1  | 0  | 15 | 1  | 14   |
| 02.º | América de Villazón    | 7    | 4  | 2  | 1  | 1  | 5  | 8  | −3   |
| 03.º | Azanaque               | 4    | 4  | 1  | 1  | 2  | 2  | 4  | −2   |
| 04.º | 20 de Diciembre        | 3    | 4  | 0  | 3  | 1  | 1  | 2  | −1   |
| 05.º | 31 de Octubre          | 2    | 4  | 0  | 2  | 2  | 2  | 10 | −8   |

#### Resultados
Los horarios son correspondientes al horario de Bolivia (UTC-4).
| 20 de Diciembre | 0 - 0 | América       | Estadio Municipal de Quillacollo | 27 de agosto | 15:30 |
| Azanaque        | 0 - 0 | 31 de Octubre |                                  | 27 de agosto |       |

| Universitario   | 6 - 1 | América  |  | 28 de agosto | 13:30 |
| 20 de Diciembre | 0 - 1 | Azanaque |  | 28 de agosto | 15:30 |

| Universitario | 7 - 0 | 31 de Octubre | Estadio Municipal de Quillacollo | 29 de agosto |  |
| América       | 2 - 1 | Azanaque      |                                  | 29 de agosto |  |

| América         | 2 - 1 | 31 de Octubre |  | 30 de agosto | 18:00 |
| 20 de Diciembre | 0 - 0 | Universitario |  | 30 de agosto | 20:00 |

| Universitario   | 2 - 0 | Azanaque      |  | 31 de agosto | 18:00 |
| 20 de Diciembre | 1 - 1 | 31 de Octubre |  | 31 de agosto | 20:00 |

### Serie de Villamontes

#### Tabla de posiciones
| Pos. | Equipo                | Pts. | PJ | PG | PE | PP | GF | GC | Dif. |
| ---- | --------------------- | ---- | -- | -- | -- | -- | -- | -- | ---- |
| 01.º | Quebracho             | 9    | 3  | 3  | 0  | 0  | 17 | 3  | 14   |
| 02.º | Defensores del Chaco  | 4    | 3  | 1  | 1  | 1  | 9  | 8  | 1    |
| 03.º | Independiente Yacuiba | 2    | 3  | 0  | 2  | 1  | 2  | 4  | −2   |
| 04.º | Muyurina              | 1    | 3  | 0  | 1  | 2  | 3  | 16 | −13  |

#### Resultados
Los horarios son correspondientes al horario de Bolivia (UTC-4).
| Independiente | 2 - 2 | Muyurina   |  | 27 de agosto | 13:30 |
| Quebracho     | 7 - 3 | Defensores |  | 27 de agosto | 15:30 |

| Quebracho | 2 - 0 | Independiente |  | 30 de agosto |  |
| Muyurina  | 1 - 6 | Defensores    |  | 30 de agosto |  |

| Quebracho     | 8 - 0 | Muyurina   |  | 31 de agosto |  |
| Independiente | 0 - 0 | Defensores |  | 31 de agosto |  |

## Definición del campeonato
| 3 de septiembre, 15:30 (UTC-4) | Quebracho                                                    | 4:1 (2:0) | Universitario de Vinto | Estadio Juan Carlos Durán, Santa Cruz de la Sierra |  |
|                                | Espíndola 20' · Balcázar 38' · Escalante 72' · Escalante 96' | Reporte   | Castro 83'             |                                                    |  |

## Goleador
| Jugador         | Equipo    | Goles |
| --------------- | --------- | ----- |
| Carlos Balcázar | Quebracho | 8     |